# Herbert Neumann
Herbert Neumann (* 11. listopadu 1953, Kolín nad Rýnem) je bývalý německý fotbalista, záložník.

## Fotbalová kariéra
Začínal v bundesligovém týmu 1. FC Köln. Dále hrál v Itálii za Udinese Calcio a Bologna FC 1909 a v Řecku za Olympiakos Pireus. Kariéru ukončil ve švýcarském druholigovém týmu FC Chiasso. V roce 1978 vyhrál s 1. FC Köln bundesligu a v letech 1977, 1978 a 1983 německý fotbalový pohár. Za západoněmeckou reprezentaci nastoupil v roce 1978 v 1 utkání. V Poháru mistrů evropských zemí nastoupil v 11 utkáních a dal 2 góly, v Poháru vítězů pohárů nastoupil ve 2 utkáních a v Poháru UEFA nastoupil v 16 utkáních a dal 2 góly.

## Ligová bilance
| Ročník                               | Zápasy | Góly | Klub              |
| ------------------------------------ | ------ | ---- | ----------------- |
| Německá fotbalová Bundesliga 1972/73 | 17     | 0    | 1. FC Köln        |
| Německá fotbalová Bundesliga 1973/74 | 22     | 4    | 1. FC Köln        |
| Německá fotbalová Bundesliga 1974/75 | 31     | 9    | 1. FC Köln        |
| Německá fotbalová Bundesliga 1975/76 | 28     | 3    | 1. FC Köln        |
| Německá fotbalová Bundesliga 1976/77 | 9      | 0    | 1. FC Köln        |
| Německá fotbalová Bundesliga 1977/78 | 34     | 8    | 1. FC Köln        |
| Německá fotbalová Bundesliga 1978/79 | 25     | 5    | 1. FC Köln        |
| Německá fotbalová Bundesliga 1979/80 | 18     | 6    | 1. FC Köln        |
| Serie A 1980/81                      | 25     | 1    | Udinese Calcio    |
| Serie A 1981/82                      | 20     | 1    | Bologna FC 1909   |
| Německá fotbalová Bundesliga 1982/83 | 10     | 1    | 1. FC Köln        |
| Řecká Superliga 1983/84              | 23     | 4    | Olympiakos Pireus |
| CELKEM 1. liga                       | 262    | 42   |                   |